# Jérémy Acédo
Jérémy Acédo (* 2. September 1987 in Paray-le-Monial) ist ein französischer ehemaliger Fußballspieler.

## Karriere
Acédo begann als Sohn des Fußballprofis Jean Acédo, der seine gesamte Karriere beim FC Gueugnon verbrachte, seine Karriere 2006 beim selben Klub, bei dem sein Vater als Co-Trainer tätig war. Kurz nach seinem 19. Geburtstag gelang ihm am 15. September 2006 sein Zweitligadebüt, als er beim 1:2 gegen die LB Châteauroux über die volle Länge des Spiels eingesetzt wurde. Dem folgten in seiner ersten Saison zwei weitere Einsätze. In der folgenden Spielzeit lief er zwar regelmäßiger auf und verbuchte 20 Zweitligaspiele, bis er zu Beginn des Jahres 2008 an den Drittligisten FC Martigues ausgeliehen wurde. Nach seiner Rückkehr im Sommer setzte er seine Laufbahn nicht bei Gueugnon fort, das zur selben Zeit von seinem Vater verlassen wurde, sondern unterschrieb beim bulgarischen Erstligisten Litex Lowetsch. Allerdings musste er hinnehmen, dass er dort in der Liga lediglich zweimal auf der Bank saß und überhaupt nicht eingesetzt wurde, auch wenn er zu Beginn der Saison bei einem 1:3 gegen Aston Villa eingesetzt wurde und damit sein Debüt in der Europa League gab.
Nachdem er in Bulgarien zu keinem weiteren Einsatz in der Profimannschaft gekommen war, entschied er sich im Februar 2009 für eine Rückkehr nach Frankreich. Er unterschrieb bei der drittklassigen US Créteil, wo er sich jedoch nicht durchsetzen konnte. Bereits im Sommer desselben Jahres kehrte er Créteil wieder den Rücken und ging zu seinem mittlerweile in die vierte Liga abgestiegenen Ex-Verein FC Martigues. 2010 fand er in der ebenfalls viertklassigen AS Moulins einen neuen Arbeitgeber. Für die Mannschaft lief er regelmäßig auf, bis er 2012 beim Viertligisten Stade Mont-de-Marsan unterschrieb. Dort spielte er fünf Jahre, ehe er im Jahr 2017 zum Fünftligisten Genêts Anglet wechselte.